# روبرتو بایلی
روبرتو بایلی (اسپانیایی: Roberto Bailey‎؛ ۱۰ اوت ۱۹۵۲ – ۱۱ ژوئن ۲۰۱۹) بازیکن فوتبال اهل هندوراس بود.
وی همچنین در تیم ملی فوتبال هندوراس بازی کرده‌است.